# Flaggen des Reichsarbeitsdienstes
Die Flaggen des Reichsarbeitsdienstes (1933–1945) waren die in der Zeit des Nationalsozialismus vom Arbeitsdienst (RAD) verwendeten Flaggen und Wimpel.

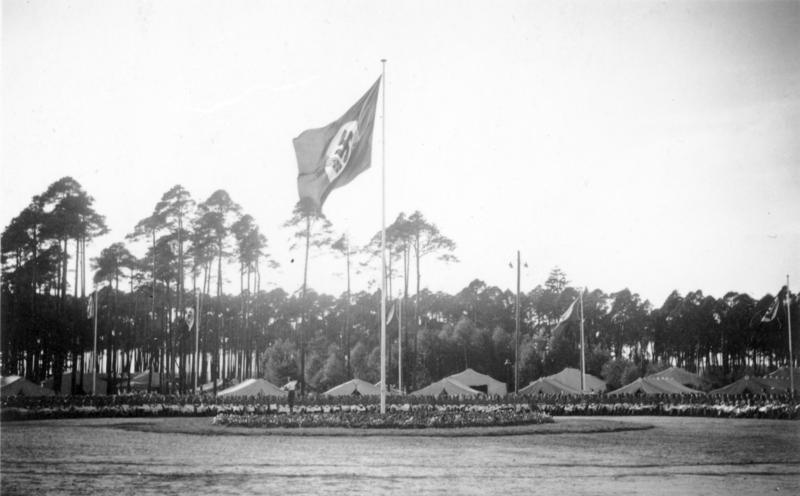
Flagge des RAD (weibliche Jugend) bei einem Zeltlager

## Flaggen des Freiwilligen Arbeitsdienstes (FAD)
Bereits im Jahr 1931 wurde der Vorläufer des RAD als Freiwilliger Arbeitsdienst gegründet. Schon die von dieser Organisation verwendeten Flaggen zeigten die zukünftigen Symbole des RAD, wenn auch in etwas abgewandelter Form, wobei der genaue Zeitraum der Verwendung nicht bekannt ist. Hakenkreuze in Flaggen waren vermutlich erst ab dem Jahr 1933 in Gebrauch. So zeigte die männliche Abteilung eine rote Flagge, die in einer weißen Kreisfläche einen stilisierten Spaten umgeben von zwei Ähren zeigte. Die weibliche Fraktion verwendete eine rote Flagge, die eine nach links versetzte, schwarz umrandete Kreisscheibe trug. In dieser befand sich ein Hakenkreuz umgeben von je drei Ähren auf jeder Seite.

Flagge des FAD (männliche Abteilung)
Flagge des FAD (weibliche Abteilung)

## Flaggen ab 1933
Als im Jahr 1933 der Reichsarbeitsdienst gegründet wurde, übernahm man die Symbolik des FAD. So wurde das Blatt des Spatens in eine runde Form gebracht, während das Aussehen und die Anzahl der Ähren bei Männern und Frauen vereinheitlicht wurden. Diese Regelungen fanden im November 1933 statt.

Lagerfahne des RAD (männliche Abteilung)
Flagge für die weibliche Jugend des RAD

## Flaggen ab 1934
Am 1. März 1934 wurden die Flaggen erweitert und endgültig festgelegt. Zu diesem Zeitpunkt wurden auch erste Autoflaggen bzw. -wimpel eingeführt.

### Fahnen
An jede der verschiedenen Abteilungen des RAD wurden Fahnen verliehen, die alle nach einem einheitlichen Muster hergestellt worden waren. Die Dimensionen der Fahnen und auch das Anbringen des Tuchs an der Fahnenstange mit Hilfe von Nägeln – so nur noch in der Wehrmacht üblich – zeigte die enge Verbindung, die dem RAD zu militärischen Einheiten zugewiesen werden sollte. Die Fahnenstange endete in einer vernickelten Darstellung des RAD-Symbols „Spaten und Ähren“. Die quadratische Fahne hatte eine Seitenlänge von 125 cm, bestand aus reiner Seide, und trug über die ganze Länge ein schwarzes, auf der Spitze stehendes Hakenkreuz. Auf dieses aufgelegt wurde das Symbol der männlichen Sektion des RAD, Spaten nebst zwei Ähren, umgeben von einem Kranz aus Ähren. Die Fahne umgaben an drei Seiten Fransen aus silberfarbener Aluminiumborte, die eine Länge von 45 mm hatten. In der rechten oberen Ecke des Tuchs befand sich in der Regel die Nummer der Abteilung in weißen arabischen Ziffern. Diese Position war nur bei RAD-Fahnen üblich, bei Fahnen anderer NS-Organisationen wurden derartige Bezeichnungen neben der Fahnenstange angebracht. Als besondere Ehrung einer Abteilung konnte dieser ein besonderer Titel zugewiesen werden. In diesem Fall wurde anstelle der Abteilungsnummer der Ehrentitel in einem Fahnenspiegel gezeigt, der auf erdbraunem Hintergrund in weißer, gotischer Schrift aufgebracht wurde. Der Fahnenspiegel war von einer schmalen, schwarzen Litze umgeben. Als weitere besondere Auszeichnung einer Abteilung war es üblich, dieser durch Verleihung einer Fahnenbanderole die Möglichkeit zu geben, dieses Band an der Fahne anzubringen.

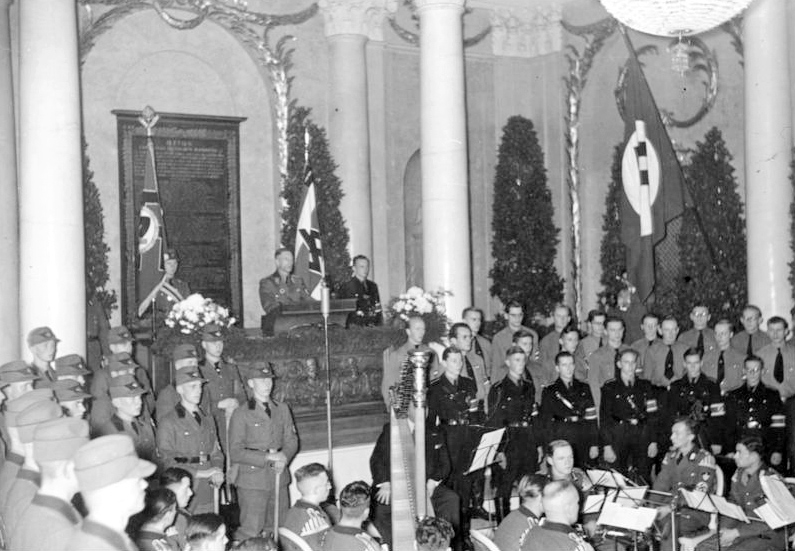
Abteilungsfahne des RAD (links im Bild)

Abteilungsfahne des RAD (hier mit Ehrentitel „Andreas Bauriedl“)

### Kraftfahrzeugflaggen
Die quadratischen Standarten an Fahrzeugen hatten eine Seitenlänge von 25 cm. Die Wimpel hatten eine Größe von 30 × 35 cm bzw. 25 × 30 cm für Abteilungsführer, Abteilungen, Führer des Reichslehrlagers sowie des Reichslehrlagers. Der allgemeine RAD-Wimpel hatte die Ausmaße 15 × 26 cm. Alle Stander bzw. Wimpel wurden auf dem linken Fender gesetzt. Die am 1. März 1934 eingeführte Standarte des Reichsarbeitsführers Konstantin Hierl, wurde das erste Mal bereits am 22. August 1934 geändert. Eine offizielle Verordnung für diese Änderung wurde bisher nicht gefunden.

1
2
3

1 = Reichsarbeitsführer 1934, Größe des roten Quadrates 17 × 17 cm, weiße Scheibe 14,5 cm Durchmesser mit RAD-Symbol. Weiß-Schwarz-Weiß-Schwarz-weiße Bänderung in den Ausmaßen 0,5-1,5-0,5-1,0-0,5 cm von außen nach innen.

2 = Reichsleitung des Arbeitsdienstes, Größe des roten Quadrates 19 × 19 cm, weiße Scheibe 14,5 cm Durchmesser mit RAD-Symbol, die Weiß-Schwarz-weißen Streifen je 1 cm Breite.

3 = Reichsarbeitsführer 1934–1937, Ausmaße und Umrandung wie Standarte der Reichsleitung. Größe des Hakenkreuzes 12,5 × 12,5 cm mit 1,5 cm Balkenstärke, silberfarbig umrandet. Mittig angebracht das Symbol des RAD mit silberfarbenem Ährenkranz.

4
5
6
7

4 = Gauarbeitsführer, dem RAD-Symbol unterlegt vier diagonale, 42 mm breite Bänder, Weiß-Schwarz-Weiß in der Größe 0,6 × 3,0 × 0,6 cm. Im oberen Teil die Dienststellennummer in römischen Ziffern.

5 = Inspekteur der Führerschulen und Inspekteur der Lehrabteilungen. Wie Gauarbeitsführer, jedoch ohne Dienststellennummer

6 = Arbeitsgauleitungen. Wie Gauarbeitsführer, jedoch ohne Bänder.

7 = Stäbe der Inspekteure. Wie Inspekteur der Führerschulen, jedoch ohne Bänder

8
9
10
11
12

8 = Gruppenführer. An den Schenkeln eine 22 mm breite Borte mit zwei je 7 mm breiten schwarzen Streifen. Am fliegenden Ende die Gruppennummer in arabischen Ziffern.

9 = Reichsschule des RAD.

10 = Gruppenleitung. Im rechten Teil die Gruppennummer in arabischen Ziffern.

11 = Leiter der Bezirksführerschulen. Wie Gruppenführer, jedoch anstelle der Gruppennummer die Dienststellenbezeichnung B.S.

12 = Bezirksführerschulen des RAD. Wie Reichsschule, jedoch mit Aufschrift B.S.

13
14
15
16
17

13 = Abteilungsführer. An den Schenkeln ein insgesamt 18 mm breiter weißer Streifen. Mittig ein 6 mm breiter schwarzer Streifen. Im rechten Teil die Abteilungsnummer in arabischen Ziffern.

14 = Abteilungen. Wie Abteilungsführer, jedoch ohne Streifen.

15 = Führer des Reichslehrlagers. Wie Abteilungsführer, jedoch mit Aufschrift L.V.

16 = Reichslehrlager. Wie Führer des Reichslehrlagers, jedoch ohne Streifen.

17 = Allgemeiner RAD-Wimpel für Dienstkraft- und Fahrräder.

## Flaggen ab 1937
Nachdem der RAD bereits im Jahr 1935 von einer Parteiorganisation zu einer Obersten Reichsbehörde gemacht wurde, kam es im Jahr 1937 zu einer Umstrukturierung des Machtapparates. Durch eine Anordnung vom 2. September 1937 änderten sich zum einen einige Flaggen, zum anderen wurden auch erstmals Kfz.-Wimpel für Führungskräfte der weiblichen Jugend eingeführt. Die Anbringung von Standern und Wimpeln wurde wieder auf die linke Seite des Fahrzeugs festgelegt. Eine Erweiterung der Verwendung des Standers für die Inspekteure, Arbeitsgauführer und Amtschefs (2) wurde im Oktober 1937 eingeführt, indem gestattet wurde, dass auch alle Stellvertreter der genannten Personenkreise den Stander am Fahrzeug anbringen durften.

1
2
3
4

1 = Reichsarbeitsführer 1937–1945. Standarte 30 × 30 cm, umgeben von einem weiß-schwarz-weißen Rand von je 10 mm Streifenbreite. Im Zentrum ein auf der Spitze stehendes Hakenkreuz, schwarz-weiß gerändert. Ährenkranz mit 80 mm Durchmesser. In den vier Ecken der Flagge das Hoheitszeichen des Reichs.

2 = Inspekteure, Arbeitsgauführer und Amtschefs bei der Reichsleitung. Größe des Standers 20 × 30 cm, am Rand mit schmalen weiß-schwarz-weiß-schwarz-weißen Bändern versehen

3 = Arbeitsgauleitungen, Gruppenstäbe und Schulen, 20 × 30 cm, braunes Tuch. Im rechten Teil die Gaubezeichnung in römischen Ziffern. Der gleiche Wimpel für Gruppenstäbe zeigte die Bezeichnung in arabischen Ziffern, während derjenige für die Reichsschule die Aufschrift R.S trug.

4 = Führerin des Arbeitsdienstes für die weibliche Jugend vom Range einer Lagerführerin aufwärts.

## Flaggen ab 1938
Im Jahr 1938 wurde ein letzter neuer Wimpel eingeführt, bei dem der RAD-Führerin das Hoheitszeichen hinzugefügt wurde.
Im Jahr 1940 wurde bestimmt, dass die Standarte des Reichsarbeitsführers nun wieder auf der rechten Seite des Fahrzeugs anzubringen ist. Die Bezeichnung der Führerinnen bei der weiblichen Jugend wurde in Maidenoberführerin geändert.

1
2

1 = Führerin des Arbeitsdienstes für die weibliche Jugend (Maidenoberführerin ab 1940) vom Range einer Lagerführerin aufwärts oder ein zur Dienststelle des RAD für die weibliche Jugend gehörender Führer vom Range eines Feldmeisters an aufwärts.

2 = Bezirksführerinnen.